# Гран-Санти (аэропорт)
Аэропорт Гран-Санти (ИАТА: GSI, ИКАО: SOGS) — аэропорт, обслуживающий речной порт Гран-Санти, коммуны Французской Гвианы. Аэропорт находится в 1 км к востоку от реки, которая образует границу с Суринамом.
Air Guyane Express — единственная компания, выполняющая коммерческие рейсы на этом аэродроме. Запланировано до пяти ежедневных рейсов в Кайенну и обратно. Вылеты почти ежедневно осуществляются и в Марипасулу, Сен-Лоран дю Марони и Саюль.

## Статистика
Данные из запроса в Викиданные.